# اوقاه
اوقاه (به لاتین: Uqah) یک منطقه مسکونی در جمهوری آذربایجان است که در شهرستان شابران واقع شده‌است.